# Lijst van schepen uit Denemarken
Dit is een (onvolledige) lijst van schepen uit Denemarken.
De schepen hieronder zijn vermeld met Naam, Roepletters, Datum, (Bouwjaar), IMO/MMSI.
- 66-Paketten, een schip van de Dampskibsselskabet paa Bornholm af 1866 uit 1963.

## B
- Balka, OZBL, 1950, (1916)
- Balka, OZBL, 1968, (1964)
- Bornholm, 1845
- Bornholm, NHCJ, 1871 (1864).
- Bornholm, NPRJ, 1875 (1872)
- Bornholm, NRQS, 1885 (1878).
- Bornholm, NTLK, 1883.
- Bornholm, NKML, 1889. IMO:3007137; Later Østersøen (1937).
- Bornholm, NHPW, 1930.
- Bornholm, OURI, 1955 (1915).
- Bornholm, OYBM, 1961, IMO:5048904.
- Bornholm, OZST 2, 1988 (1966).
- Bornholmerpilen, OZGD, 1963, IMO:5415119.
- Burgundia, OYMW, 1953.
- Burgundia, OURT, 1953, (1930).

## D
- Dueodde, OYBB, 2005, IMO:9323704

## E
- Ella, NSCD, 1883 (1867).
- Ella, OURI, 1942 (1915).
- Ella, OYNI, 1977 (1905).

## F
- Frem, NFKJ, 1924

## H
- Hammeren, OYKA, 1948, (1936)
- Hammeren, OURA, 1962
- Hammerodde, OUQF, 1963, (1920)
- Hammerodde, OYAX, 2005, IMO:9323699.
- Hammershus, OYSH, 1936.
- Hammershus, OZGG, 1964 (1940)
- Hammershus, NKSP, 1873, (1856)
- Hammershus, NKQT, 1899.
- Hammershus, NQPS, 1908, (1905); OUUF, 1938.
- Hammershus, OYSH, 1936.
- Hammershus, OWCW, 1964, IMO: 6511001.
- Hammershus,
- Heimdal, NKJQ, 1873.
- Heimdal, NSQR, 1914, IMO:5021463.
- Hjalmar, NSRD, 1873.

## I
- Isefjord, OYKT, 1935IMO:5164277

## K
- Kongedybet, een schip van de Dampskibsselskabet paa Bornholm af 1866 uit 1952.

## L
- Leonora Christina, een van de veerboten van rederij BornholmerFærgen te Bornholm in Denemarken

## N
- Nordbornholm, stoomschip van Det Østbornholmske Dampskibsselskab uit 1929.
- Nordbornholm, vracht- en passagiersschip van Det Østbornholmske Dampskibsselskab uit 1939.
- Nordbornholm, vrachtschip van Det Østbornholmske Dampskibsselskab uit 1966

## O
- Ørnen, het zevende schip van de Dampskibsselskabet paa Bornholm af 1866 uit 1909.
- Østersøen, OYJV, 1937, (1899) IMO:3007137.
- Østersøen, OYUE, 1954. IMO:5266441

## P
- Peder Olsen, OVJQ, 1978 IMO:7360681 MMSI:247616000
- Povl Anker, OYRA 2, 1978 IMO:7633143 MMSI:219173000

## R
- Rotna, OZGG, 1940
- Rotna, OZGG, 1965, (1940)
- Rotna, OWAE, 1971, (1962) IMO:5180233

## S
- Skandia, NMVF 1866.
- Skandia, NPGB 1905.

## T
- Thor, NVWG 1886.

## V
- Villum Clausen, OYVY, 2000, IMO:9216250